# Brzegi (Mazovie)
Pour les articles homonymes, voir Brzegi.
Brzegi (prononciation : [ˈbʐɛɡi]) est un village polonais de la gmina de Miastków Kościelny dans le powiat de Garwolin de la voïvodie de Mazovie dans le centre-est de la Pologne.
Il se situe à environ 3 kilomètres au sud-ouest de Miastków Kościelny (siège de la gmina), 12 kilomètres à l'est de Garwolin (siège du powiat) et à 67 kilomètres au sud-est de Varsovie (capitale de la Pologne).

## Histoire
De 1975 à 1998, le village appartenait administrativement à la voïvodie de Siedlce.